# Caris LeVert
Caris Coleman LeVert (Ohio, 25 de agosto de 1994) é um jogador norte-americano de basquete profissional que atualmente joga no Detroit Pistons da National Basketball Association (NBA).
Ele jogou basquete universitário na Universidade de Michigan e foi selecionado pelo Indiana Pacers como a 20ª escolha geral no draft da NBA de 2016. Em 2025, após o fim da temporada, ele se tornou agente livre, e assinou um contrato com o Detroit Pistons de US$ 29 milhões em 2 anos.

## Primeiros anos
LeVert cresceu no nordeste de Columbus, mas mudou-se para Pickerington na segunda série. Em seu último ano, ele levou Pickerington Central para um recorde de 26-2 e para o titulo do Campeonato Estadual da OHSAA Division I de 2012.
Ele não foi fortemente recrutado no ensino médio e sua única visita oficial foi a Universidade do Alabama. Ele se comprometeu a jogar basquete na Universidade de Ohio sob o comando de John Groce em novembro de 2011.
Quando Groce foi contratado pela Universidade de Illinois em março de 2012, LeVert decidiu se comprometer com a Universidade de Michigan.
| Nome | Cidade natal                                    | High school                           | Altura             | Peso           | Data                  |
| --- | ----------------------------------------------- | ------------------------------------- | ------------------ | -------------- | --------------------- |
| Caris LeVert SG | Columbus, OH                                    | Pickerington High School Central (OH) | 6 ft 4 in (1.93 m) | 175 lb (79 kg) | 5 de Dezembro de 2012 |
| Caris LeVert SG | Recrutamento: Scout: Rivals: ESPN grade: 87/100 |                                       |                    |                |                       |
| Classificação geral de novatos: ESPN: 67º |                                                 |                                       |                    |                |                       |
| - Nota: Em muitos casos, Scout, Rivals, 247Sports e ESPN podem entrar em conflito em suas listas de altura e peso. Nestes casos, a média foi obtida. As notas da ESPN estão em uma escala de 100 pontos. Fonte: |                                                 |                                       |                    |                |                       |

## Carreira universitária

### Temporada de calouro

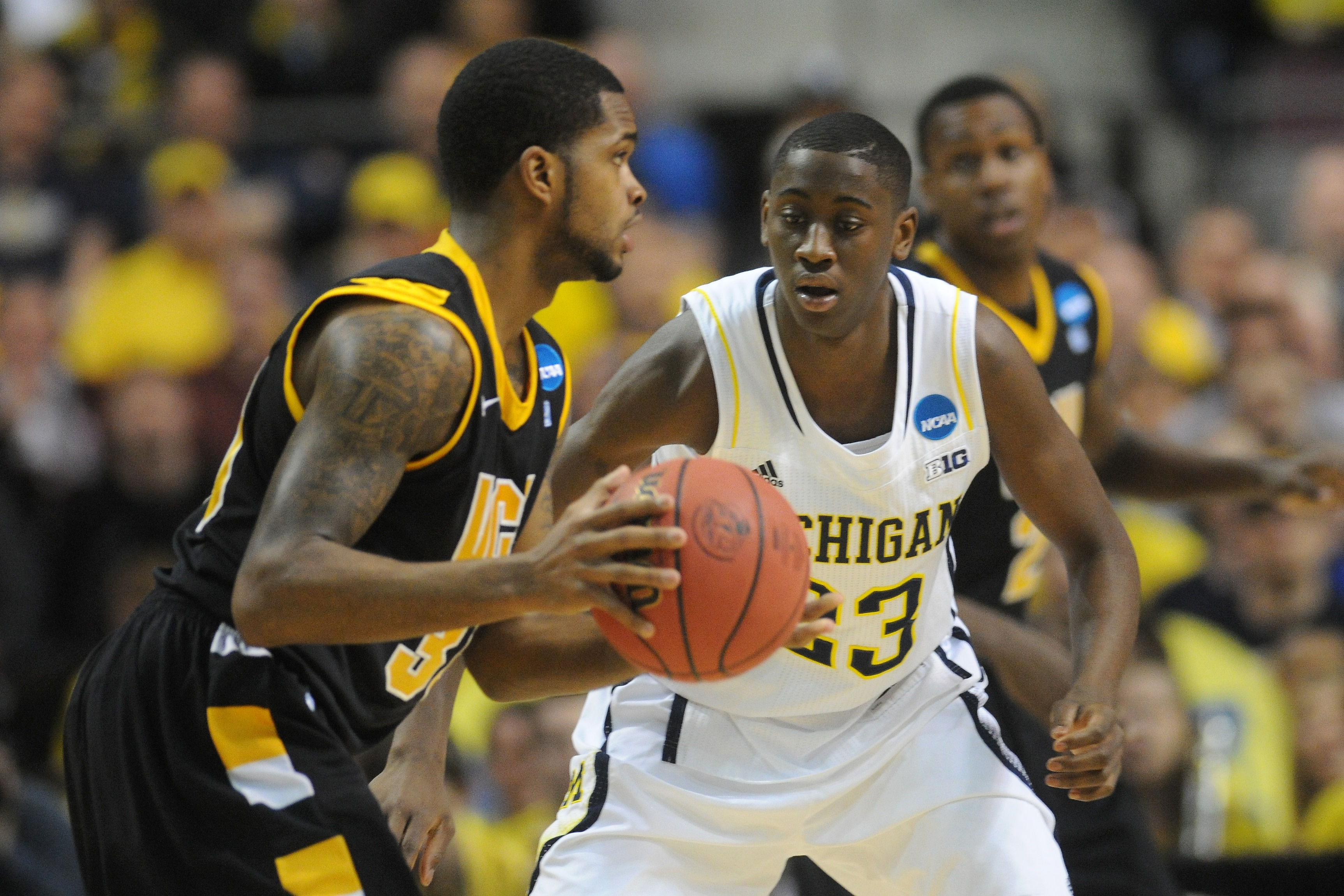
LeVert contra VCU no Torneio da NCAA de 2013

LeVert chegou a Michigan pesando 68,9 kg. Como calouro, ele começou o ano atrás de Nik Stauskas, Glenn Robinson III, Tim Hardaway Jr. e Matt Vogrich no gráfico de profundidade para as posições de Ala-armador/Ala e não jogou nos primeiros seis jogos.
Eventualmente, o técnico de Michigan, John Beilein, decidiu que LeVert tinha valor como um defensor de perímetro e decidiu bota-lo para jogar. Ele fez sua primeira partida como titular em 29 de dezembro contra Central Michigan, quando Tim Hardaway Jr. não estava disponível. Os 3 calouros na formação inicial - Robinson, Stauskas e LeVert - combinaram para 48 pontos, 12 rebotes e 8 assistências. Naquela noite LeVert registrou 9 pontos e 5 assistências.
Na temporada, ele teve médias de 2,3 pontos em menos de 11 minutos. Ele nunca marcou dois dígitos como um calouro, mas marcou 8 pontos em vitórias sobre Illinois e Michigan no Torneio da NCAA de 2013.

### Segunda temporada

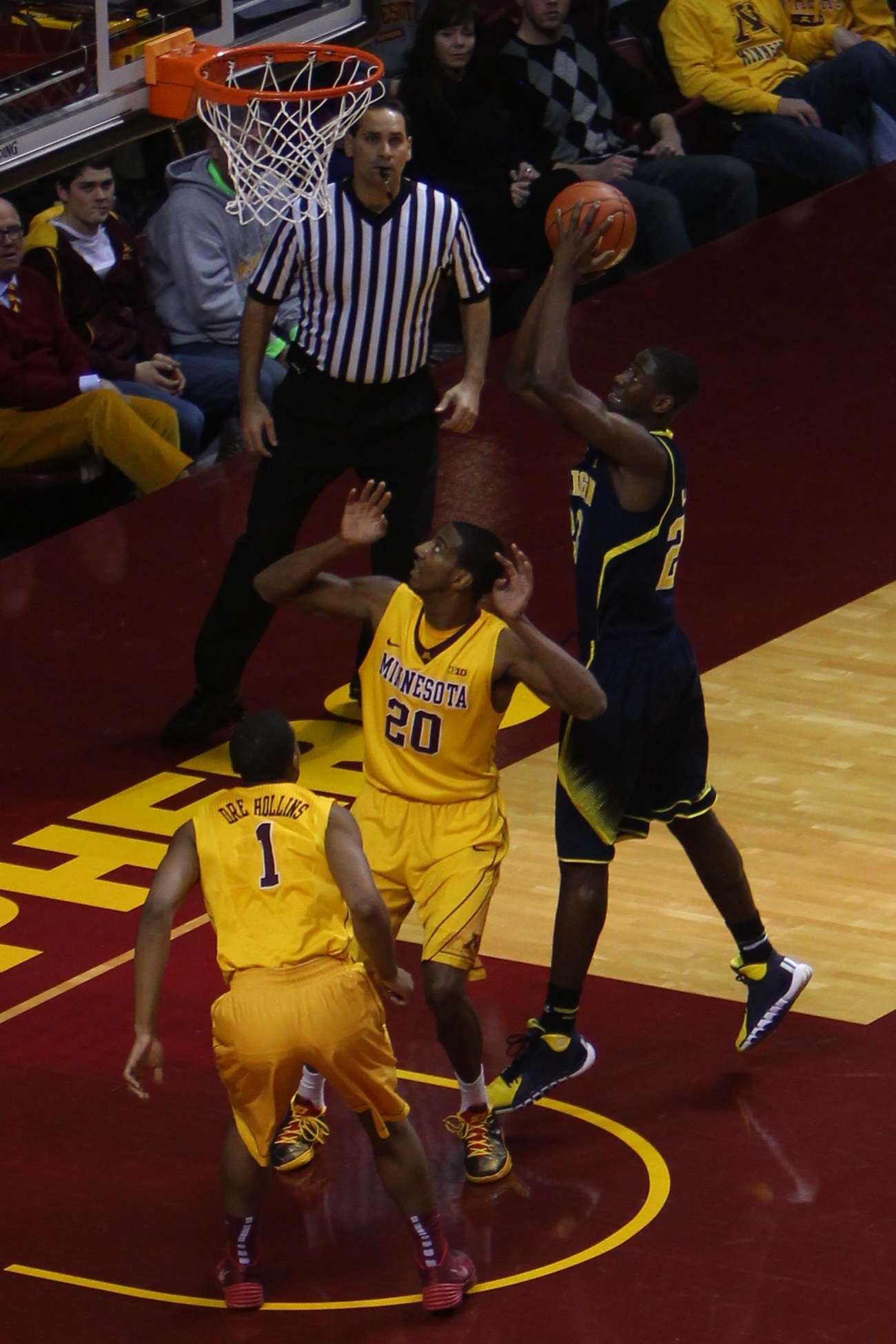
LeVert contra Minnesota na Williams Arena.

Depois de abrir a temporada com 17 pontos e 5 rebotes contra Massachusetts, ele marcou 24 pontos contra Carolina do Sul. Quando Michigan jogou contra Duke no ACC-Big Ten Challenge em 3 de dezembro, LeVert novamente marcou 24 pontos. Em 18 de janeiro, Michigan derrotou Wisconsin no Kohl Center pela primeira vez desde 1999.
Em 30 de janeiro, LeVert fez seu primeiro duplo-duplo com 11 rebotes e 14 pontos contra Purdue. Em 16 de fevereiro, ele marcou 25 pontos em uma derrota para Wisconsin. Michigan conquistou seu primeiro título absoluto (não compartilhado) da Big Ten Conference desde 1985-86.
A equipe de 2013–14 foi eliminada no Elite Eight do Torneio da NCAA de 2014 por Kentucky. LeVert e seu companheiro de equipe, Nik Stauskas, se juntaram a Julius Randle, Aaron Harrison e Marcus Lee na Primeira-Equipe da Região Centro-Oeste.
Em 12 de maio, ele passou por uma cirurgia para reparar uma fratura por estresse no pé. Ele devia ficar de fora por 8-10 semanas, mas esteve disponível para a viagem da equipe em agosto para jogar na Europa.

### Terceira temporada

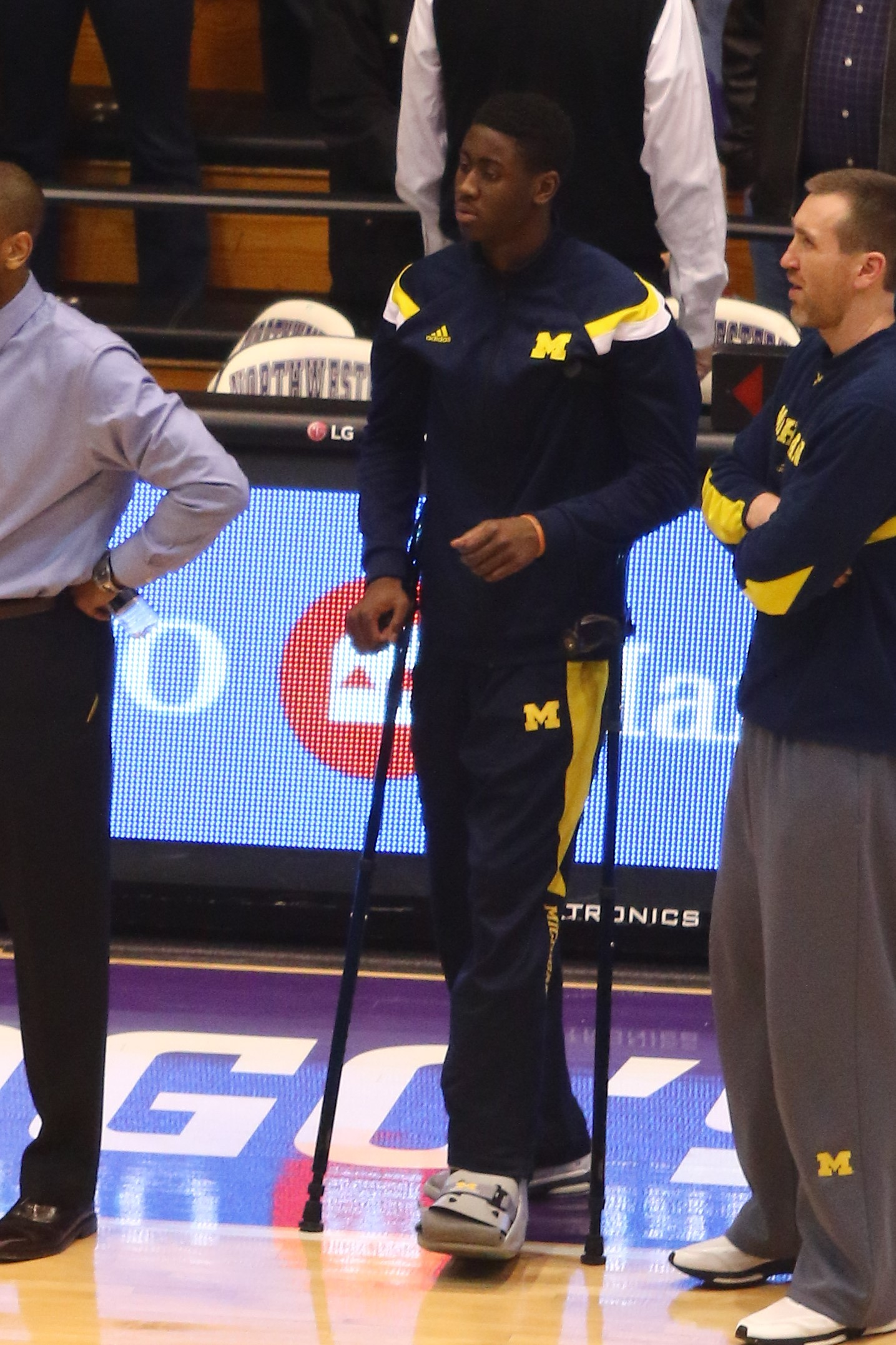
A temporada de LeVert foi interrompida em janeiro.

LeVert foi listado como um dos candidatos ao Prêmio John R. Wooden e para o Troféu Oscar Robertson. Ele também foi incluído na lista de observação Top 50 do Naismith Award no início de dezembro.
LeVert foi nomeado co-capitão da equipe junto com Spike Albrecht. Ele abriu a temporada com 9 assistências contra Hillsdale College em 15 de novembro. Em 6 de dezembro, ele marcou 32 pontos e teve 4 roubos de bola numa derrota para o NJIT. No dia 17 de janeiro contra Northwestern, ele teve outra lesão no pé e ficou fora do resto da temporada. No momento de sua lesão, LeVert liderava Michigan em pontos (14,9), rebotes (4,9), assistências (3,7), roubos de bola (1,7) e minutos (35,8). Ele estava de muletas até o início de março e com uma bota protetora até o começo de abril.
Esperava-se que LeVert fosse uma seleção de primeira rodada no draft da NBA de 2015, mas depois de sua lesão, alguns acharam que suas chances estava prejudicado. LeVert anunciou que voltaria para sua quarta e última temporada. De acordo com Sam Vecenie da CBSSports.com, isso daria a ele a chance de melhorar seu pick and roll e seu jogo ofensivo e defensiva.

### Quarta temporada
Antes da temporada de 2015-16, LeVert foi nomeado para a lista inicial de 50 homens do Prêmio John R. Wooden, na lista de 50 homens da Naismith College e na lista de 33 homens do Troféu Oscar Robertson.
Depois de ficar de fora dos últimos 14 jogos da temporada anterior, LeVert começou a temporada com 18 pontos e 5 assistências contra Northern Michigan. Em 5 de dezembro contra Houston Baptist, LeVert teve seu primeiro jogo como titular como armador quando Derrick Walton ficou de fora devido a uma entorse no tornozelo. Ele teve 25 pontos e 8 rebotes. 
Em 15 de dezembro contra Northern Kentucky, LeVert registrou 13 pontos, 10 rebotes e 10 assistências, tornando-se o quarto jogador na história de Michigan a registrar um triplo-duplo e o 49º a ter 1.000 pontos na história da universidade. Após seu triplo-duplo e um esforço de 19 pontos contra Youngstown State, LeVert ganhou o prêmio de Co-Jogador da Semana da Big Ten (juntamente com Malcolm Hill) em 21 de dezembro. Em 30 de dezembro, Michigan derrotou Illinois por 78-68 na estreia da Big Ten Conference com LeVert tendo um duplo-duplo de 22 pontos e 10 assistências. Ele perdeu o jogo de 2 de janeiro contra Penn State com uma lesão na perna esquerda. Na época, ele era o líder da equipe em pontos, rebotes e assistências.
Na véspera do seu sexto jogo perdido, o treinador Beilein finalmente esclareceu que a lesão não estava relacionada às duas fraturas no pé esquerdo que LeVert tinha sofrido. Em 10 de fevereiro, Brendan F. Quinn, do MLive.com, divulgou que LeVert havia sido liberado para jogar. Em 13 de fevereiro, Michigan derrotou Purdue por 61-56 com LeVert registrando cinco rebotes e uma assistência em 11 minutos depois de perder os 11 jogos anteriores. Em 1º de março, a equipe anunciou que a lesão terminaria sua temporada e a sua carreira universitária. Em 22 de março, LeVert teve um terceiro procedimento cirúrgico em 22 meses, desta vez no pé esquerdo.
Ele foi convidado para o Draft Combine da NBA de 11 a 15 de maio. Enquanto ainda estava de muletas, LeVert esclareceu que sua lesão foi uma fratura de Jones no quinto metatarso.

## Carreira profissional

### Brooklyn Nets (2016–2021)

#### Temporada de 2016–17
Na véspera do draft da NBA de 2016, LeVert escreveu uma carta aberta aos gerentes gerais da NBA para garantir sua resiliência diante de todos os que duvidavam de sua lesão. Em 23 de junho, ele foi selecionado pelo Indiana Pacers com a 20ª escolha geral no draft de 2016. Seus direitos foram depois negociados com o Brooklyn Nets em 7 de julho. Em 14 de julho, ele assinou um contrato de novato com os Nets. LeVert perdeu a Summer League de 2016 e a pré-temporada e voltou a treinar perto do início da temporada regular.
Ele começou a temporada afastado e ainda se reabilitando da sua lesão. Ele fez sua estreia profissional em 7 de dezembro contra o Denver Nuggets. Apesar de não ter feito nenhum pontos, ele teve 4 rebotes e 3 roubos de bola em 9 minutos de jogo, tornando-se o primeiro jogador dos Nets a ter 3 roubos de bola em sua estreia desde Chris Childs em 1994. LeVert marcou seus primeiros pontos na NBA em 10 de dezembro contra o San Antonio Spurs. Ele marcou dois dígitos pela primeira vez contra o Washington Wizards em 30 de dezembro. 
Em 3 de fevereiro, Levert fez seu primeiro jogo como titular contra o Indiana Pacers. Em 6 de abril contra o Orlando Magic, ele fez sua primeira performance de 20 pontos. Apesar de perder uma grande parte da temporada, LeVert quase foi eleito para a Equipe de Novatos da NBA, terminando em 12° na votação para a equipe de 10 homens.

#### Temporada de 2017–18
LeVert entrou no time titular no 3° jogo da temporada em 22 de outubro contra o Atlanta Hawks, registrando 16 pontos, 6 rebotes, 4 assistências e 3 roubos de bola. Sendo reserva em 6 de novembro contra o Phoenix Suns, ele teve 5 roubos de bola.
Com as lesões dos armadores Jeremy Lin e D'Angelo Russell, o técnico Kenny Atkinson ficou impressionado com LeVert enfrentando o desafio de aprender uma nova posição e ele ganhou o papel de reservas de Spencer Dinwiddie. Em 7 de dezembro, ele teve 21 pontos e 10 assistências na vitória por 100-95 sobre o Oklahoma City Thunder na Cidade do México. Embora seu desempenho tenha sido destacado pelo seu primeiro duplo-duplo da NBA, ele também foi elogiado por ter tido 2 roubos de bolas, 2 bloqueios e 5 rebotes contra Russell Westbrook.
Em 27 de dezembro contra o New Orleans Pelicans, LeVert marcou 22 pontos. Dois dias depois, ele registrou 12 pontos e 11 assistências na vitória por 111-87 sobre o Miami Heat. Em seguida, ele teve algumas pequenas lesões (virilha e joelho) em janeiro e fevereiro, o que o levou a perder um total de 10 jogos em 3 trechos separados. Em 4 de março de 2018, ele teve 27 pontos em uma derrota por 123-120 para o Los Angeles Clippers. Levert registrou 12 rebotes e 19 pontos em 31 de março contra o Miami Heat.

#### Temporada de 2018–19

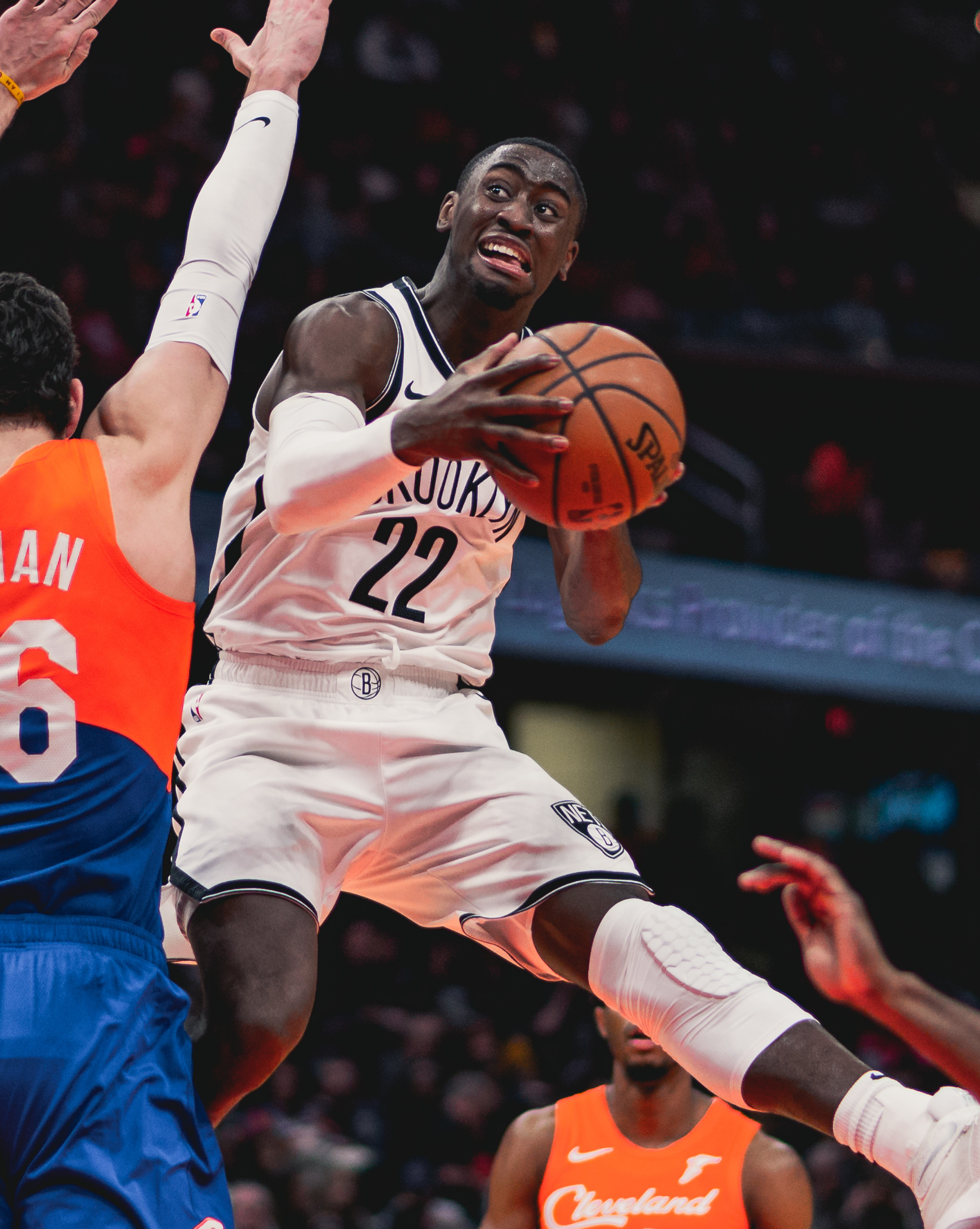
LeVert com os Nets em 2019

Na abertura da temporada em 17 de outubro de 2018, LeVert fez 27 pontos em uma derrota por 103-100 para o Detroit Pistons. Dois dias depois, ele teve 28 pontos em uma vitória por 107-105 sobre o New York Knicks. Os 28 pontos incluíram a cesta vencedora do jogo faltando 1 segundo pro fim do jogo.
Em 12 de novembro, LeVert sofreu uma grave lesão na perna direita na derrota por 120-113 para o Minnesota Timberwolves. Mais tarde, ele foi diagnosticado com uma luxação subtalar do pé direito. Depois de perder 42 jogos, ele retornou à ação em 8 de fevereiro de 2019. Ele terminou com 11 pontos em 15 minutos em uma derrota por 125-106 para o Chicago Bulls.
No jogo da primeira rodada dos playoffs contra o Philadelphia 76ers, LeVert marcou 23 pontos em uma vitória por 111-102.

#### Temporada de 2019–20
Em 26 de agosto de 2019, LeVert assinou uma extensão de contrato de três anos e US$ 52 milhões com os Nets.
Em 4 de janeiro de 2020, ele voltou de uma lesão no polegar que o afastou das quadras desde 10 de novembro com 13 pontos contra o Toronto Raptors. Em 3 de fevereiro, Levert marcou 29 pontos contra o Phoenix Suns em sua primeira partida como titular desde a lesão. Em 8 de fevereiro, Levert marcou 37 pontos contra os Raptors, isso marcou a primeira vez que ele marcou 20 jogos em três jogos consecutivos em sua carreira.
Em 3 de março, LeVert marcou 51 pontos, recorde da carreira e seu primeiro jogo de 50 pontos, em uma vitória por 129-120 sobre o Boston Celtics. Dois jogos depois, com a lenda dos Nets, Julius Erving, nas arquibancadas, LeVert teve seu primeiro triplo-duplo com 27 pontos, 11 rebotes e 10 assistências contra o San Antonio Spurs.

### Indiana Pacers (2021–2022)
Em 16 de janeiro de 2021, LeVert foi negociado com o Indiana Pacers em uma troca de quatro equipes com o Cleveland Cavaliers e o Houston Rockets que enviaram James Harden para o Brooklyn e Victor Oladipo para Houston.
LeVert foi afastado indefinidamente depois que uma ressonância magnética revelou uma pequena massa em seu rim esquerdo. Ele disse que a negociação possivelmente salvou sua vida, pois ele estava se sentindo 100% saudável. Em 25 de janeiro de 2021, LeVert foi submetido a uma cirurgia bem-sucedida para remoção da massa, que foi confirmada como carcinoma de células renais.
Em 13 de março, LeVert voltou à quadra e fez sua estreia pelos Pacers, registrando 13 pontos, sete rebotes e duas assistências na vitória de 122-111 sobre o Phoenix Suns.

### Cleveland Cavaliers (2022–2025)
Em 6 de fevereiro de 2022, LeVert foi negociado, junto com uma escolha de segunda rodada de 2022, para o Cleveland Cavaliers em troca de Ricky Rubio, uma escolha de primeira rodada e uma escolha de segunda rodada de 2022 e uma escolha de segunda rodada de 2027.
Em 9 de fevereiro, LeVert fez sua estreia no Cavaliers e marcou 11 pontos na vitória por 105-92 sobre o San Antonio Spurs. Em 28 de outubro de 2022, ele marcou sua melhor pontuação da temporada com 41 pontos durante uma vitória na prorrogação por 132-123 contra o Boston Celtics. Durante essa partida, Donovan Mitchell também marcou 41 pontos e a dupla se tornou a primeira na história dos Cavaliers a marcar cada um mais de 40 pontos em uma partida desde que LeBron James e Kyrie Irving fizeram isso no Jogo 5 das Finais da NBA de 2016.
Em 6 de julho de 2023, LeVert assinou um novo contrato de 2 anos e US$32 milhões com Cleveland.

### Atlanta Hawks (2025–Presente)
Em 6 de fevereiro de 2025, LeVert, junto com Georges Niang, três escolhas de segunda rodada e duas trocas de escolhas, foi negociado para o Atlanta Hawks em troca de De'Andre Hunter. LeVert contribuiu com 25 pontos vindo do banco, incluindo um arremesso decisivo no estouro do cronômetro contra o Memphis Grizzlies em 3 de março.

## Estatísticas da carreira

### NBA

#### Temporada regular
| Ano      | Equipe    | PJ  | PT  | MPJ  | AP   | 3P   | LL   | RT  | AS  | BR  | TO | PPJ  |
| -------- | --------- | --- | --- | ---- | ---- | ---- | ---- | --- | --- | --- | -- | ---- |
| 2016–17  | Brooklyn  | 57  | 26  | 21.7 | .450 | .321 | .720 | 3.3 | 1.9 | .9  | .1 | 8.2  |
| 2017–18  | Brooklyn  | 71  | 10  | 26.3 | .435 | .347 | .711 | 3.7 | 4.2 | 1.2 | .3 | 12.1 |
| 2018–19  | Brooklyn  | 40  | 25  | 26.6 | .429 | .312 | .691 | 3.8 | 3.9 | 1.1 | .4 | 13.7 |
| 2019–20  | Brooklyn  | 45  | 31  | 29.6 | .425 | .364 | .711 | 4.2 | 4.4 | 1.2 | .2 | 18.7 |
| 2020–21  | Brooklyn  | 12  | 4   | 27.8 | .435 | .349 | .765 | 4.3 | 6.0 | 1.1 | .5 | 18.5 |
| 2020–21  | Indiana   | 35  | 35  | 32.9 | .443 | .318 | .822 | 4.6 | 4.9 | 1.5 | .7 | 20.7 |
| 2021–22  | Indiana   | 39  | 39  | 31.1 | .447 | .323 | .760 | 3.8 | 4.4 | .9  | .5 | 18.7 |
| 2021–22  | Cleveland | 19  | 10  | 29.8 | .435 | .313 | .745 | 3.4 | 3.9 | .8  | .3 | 13.6 |
| 2022–23  | Cleveland | 74  | 30  | 30.2 | .431 | .392 | .722 | 3.8 | 3.9 | 1.0 | .3 | 12.1 |
| 2023–24  | Cleveland | 68  | 10  | 28.8 | .421 | .325 | .766 | 4.1 | 5.1 | 1.1 | .5 | 14.0 |
| 2024–25  | Cleveland | 38  | 3   | 23.8 | .453 | .405 | .699 | 2.8 | 3.7 | .9  | .5 | 10.2 |
| Carreira | Carreira  | 498 | 223 | 28.0 | .436 | .342 | .737 | 3.8 | 4.2 | 1.0 | .3 | 14.5 |

#### Play-In
| Ano  | Equipe    | PJ | PT | MPJ  | AP   | 3P   | LL    | RT  | AS  | BR  | TO | PPJ  |
| ---- | --------- | -- | -- | ---- | ---- | ---- | ----- | --- | --- | --- | -- | ---- |
| 2022 | Cleveland | 2  | 2  | 39.9 | .360 | .455 | 1.000 | 5.0 | 6.0 | 2.0 | .0 | 14.0 |

#### Playoffs
| Ano      | Equipe    | PJ | PT | MPJ  | AP   | 3P   | LL   | RT  | AS  | BR  | TO | PPJ  |
| -------- | --------- | -- | -- | ---- | ---- | ---- | ---- | --- | --- | --- | -- | ---- |
| 2019     | Brooklyn  | 5  | 2  | 28.8 | .493 | .462 | .724 | 4.6 | 3.0 | 1.0 | .4 | 21.0 |
| 2020     | Brooklyn  | 4  | 4  | 35.0 | .370 | .429 | .720 | 6.0 | 9.5 | 1.3 | .3 | 20.3 |
| 2023     | Cleveland | 5  | 3  | 33.9 | .429 | .361 | .615 | 4.6 | 2.6 | .4  | .2 | 15.0 |
| 2024     | Cleveland | 11 | 1  | 25.3 | .431 | .182 | .654 | 3.6 | 2.3 | .8  | .5 | 10.1 |
| Carreira | Carreira  | 25 | 10 | 30.7 | .430 | .358 | .678 | 4.7 | 4.3 | .8  | .3 | 16.5 |

### Universitário
| Ano      | Equipe   | PJ  | PT | MPJ  | AP   | 3P   | LL   | RT  | AS  | BR  | TO | PPJ  |
| -------- | -------- | --- | -- | ---- | ---- | ---- | ---- | --- | --- | --- | -- | ---- |
| 2012–13  | Michigan | 33  | 1  | 10.7 | .315 | .302 | .500 | 1.1 | .8  | .2  | .1 | 2.3  |
| 2013–14  | Michigan | 37  | 37 | 34.0 | .439 | .408 | .767 | 4.3 | 2.9 | 1.2 | .3 | 12.9 |
| 2014–15  | Michigan | 18  | 18 | 35.8 | .421 | .405 | .810 | 4.9 | 3.7 | 1.8 | .4 | 14.9 |
| 2015–16  | Michigan | 15  | 14 | 30.9 | .506 | .446 | .794 | 5.3 | 4.9 | 1.0 | .2 | 16.5 |
| Carreira | Carreira | 103 | 70 | 27.8 | .420 | .390 | .717 | 3.9 | 3.0 | 1.0 | .2 | 11.6 |

Fonte:

## Vida pessoal
LeVert é filho de Kim e Darryl Wayne LeVert e tem um irmão, Darryl Marcus, que é 11 meses mais novo que ele. Sua mãe é professora da primeira série da Columbus City Schools. Seu pai, que era designer gráfico, morreu em 4 de abril de 2010, aos 46 anos. 

Caris vem de uma família musical, pois é primo de terceiro grau de Eddie LeVert, o vocalista principal dos O'Jays. Os filhos de Eddie incluem os cantores Gerald LeVert do LSG e LeVert (junto com Sean LeVert).